# 国領吉次
国領 吉次（こくりょう よしつぐ）は、江戸時代前期の武士。江戸幕府旗本。

## 経歴・人物
国領氏は近江国の出身の氏族。
元和6年（1620年）大番に列し、寛永9年（1632年）家督を継ぐ。翌年の寛永10年（1633年）武蔵国橘樹郡内にて250石を賜い、知行高580石となる。のち小普請となる。